# مايرون هولى كلارك
مايرون هولى كلارك (بالإنجليزية Myron Holley Clark) وهو سياسي أمريكي كان حاكما على ولاية نيويورك ولد مايرون هولى كلارك في 3تشرين الأول - أكتوبر من سنة 1806 في مقاطعة أونتاريو بولاية نيويورك الأمريكية. شغل كلارك منصب خاكم على ولاية نيويورك ما بين 1 كانون الثاني من ينة 1855 إلى 31 كانون الأول من سنة 1856. توفي مايرون هولى كلارك في 23 آب - أغسطس من سنة 1892 في ولاية نيويورك.